# 准考证
准考证是一种证件，参加考试的人用它证明身份以进入考场、参加考试。准考证一般由考试组织签发，在一定程度上可以防止他人替考等作弊手段。准考证上一般會包括考生的個人資料，如姓名、性別等；亦可能包括考生獲分配的座位位置、考生或准考證的编号、考場資料等等。考生一般也需要在考卷上填寫和准考證一致的資料。
一般而言，考生需要持有適用於当次考试、並屬於考生本人的准考证才能参加考试，否則有關人士可能會遭受考試組織的处罚。香港考試及評核局所舉辦的香港中學文憑考試以及由該局代辦的其他考試、新加坡的O水準考試及A水準考試、中国大陆的普通高等学校招生全国统一考试（即“高考”）、臺灣的國中會考、學測和分科測驗就要求参加考试者携带准考证进场，以便监考员查核准考证。
除上述用途外，考生在查询成绩、填报志愿時，亦可能需要用上准考證。